# Kdenlive
Kdenlive ist eine nichtlineare Videoschnittsoftware von KDE und für unixartige Betriebssysteme wie Linux und FreeBSD, MacOS sowie für Windows. Kdenlive steht unter der freien GNU General Public License und kann kostenlos genutzt und weitergegeben werden.
Mit Kdenlive ist es möglich, mehrere Bild- und Tonspuren zu bearbeiten. Kdenlive verwendet die MLT Video Rendering Engine. Die aktuelle Version unterstützt KDE Plasma.
Der relativ große Funktionsumfang siedelt das Programm in etwa auf dem Niveau von kommerziell erhältlicher professioneller Software an.
Durch optional installierbare Plug-Ins lässt sich der Funktionsumfang (z. B. Filter, Audiotools, uvm.) deutlich erweitern.
Projektdateien werden im XML-Format gespeichert. Projekte mitsamt allen eingebundenen Dateien lassen sich in einen einzigen Ordner oder komprimierte Archivdatei exportieren.
Der Name Kdenlive steht für „KDE Nicht-Linearer Video-Editor“.

## Geschichte
Das Projekt wurde 2002 von Jason Wood ins Leben gerufen.
Die Entwicklung von Kdenlive ging von der Version K Desktop Environment 3 (die ursprünglich nicht für MLT entwickelt wurde) zur KDE-Plattform 4 über und wurde dabei fast vollständig neugeschrieben. Dies wurde mit Kdenlive 0.7, veröffentlicht am 12. November 2008, abgeschlossen. Kdenlive 0.9.10, veröffentlicht am 1. Oktober 2014, war die letzte KDE 4 Version.
Kdenlive begann 2014 mit der Planung eines Umzugs in das KDE-Projekt und dessen Infrastruktur. Die Portierung zu KDE Frameworks 5 wurde mit der Veröffentlichung von 2015.04.0 als Teil von KDE Applications 5 abgeschlossen. Kdenlive ist seit 2015 Bestandteil der KDE Software Compilation.
Anfang 2017 begann das Entwicklungsteam mit der Arbeit an einem Refactoring des Programms. Im Juni 2017 stand eine erste Vorschau zur Verfügung. Im Dezember 2017 wurde das Refactoring mit der Veröffentlichung der ersten nutzbaren Vorschau zum Schwerpunkt des Entwicklungsteams. Die Freigabe der Refactoring-Version war ursprünglich für August 2018 in KDE 18.08 geplant. Die refaktorisierte Version wurde mit dem 19.04-Entwicklungszyklus veröffentlicht.

## Bedienbarkeit
Im Gegensatz zu den meisten anderen freien Videoschnittsystemen bietet Kdenlive die Möglichkeit, die Bedienungsoberfläche auf ein bei professioneller Videoschnittsoftware übliches Look and Feel einzustellen. Es integriert sich nahtlos in die KDE-Oberfläche.